# Lucas Hedges
Lucas Hedges (Brooklyn, New York, 1996. december 12. –) amerikai színész . 
2017-ben A régi város című filmben nyújtott alakításáért legjobb férfi mellékszereplő kategóriában Oscar-díjra jelöltek.

## Filmográfia

### Film
| Év   | Magyar cím                                  | Eredeti cím                               | Szerep             | Magyar hangja    |
| ---- | ------------------------------------------- | ----------------------------------------- | ------------------ | ---------------- |
| 2007 | Dan és a szerelem                           | Dan in Real Life                          | Lilly táncpartnere |                  |
| 2012 | Holdfény királyság                          | Moonrise Kingdom                          | Redford            |                  |
| 2012 | Arthur Newman világa                        | Arthur Newman                             | Kevin Avery        |                  |
| 2012 |                                             | The Corrections                           | fiatal Chip        |                  |
| 2013 | Nyárutó                                     | Labor Day                                 | Richard            |                  |
| 2013 | A zéró elmélet                              | The Zero Theorem                          | Bob                | Timon Barnabás   |
| 2014 | A Grand Budapest Hotel                      | The Grand Budapest Hotel                  | szivattyú kezelő   |                  |
| 2014 | Jobb, ha hallgatsz                          | Kill the Messenger                        | Ian Webb           | Timon Barnabás   |
| 2015 | Anesztézia                                  | Anesthesia                                | Greg               |                  |
| 2016 | A régi város                                | Manchester by the Sea                     | Patrick            | Jéger Zsombor    |
| 2017 | Lady Bird                                   | Lady Bird                                 | Danny O’Neill      | Molnár Levente   |
| 2017 | Három óriásplakát Ebbing határában          | Three Billboards Outside Ebbing, Missouri | Robbie             | Baráth István    |
| 2018 | Eltörölt fiú                                | Boy Erased                                | Jared Eamons       | Timon Barnabás   |
| 2018 | Egy fiú hazatér                             | Ben Is Back                               | Ben Burns          | Baráth István    |
| 2018 | A gördeszkások                              | Mid90s                                    | Ian                |                  |
| 2019 | Honey Boy                                   | Honey Boy                                 | Otis               | Kenéz Ágoston    |
| 2019 | Hullámok                                    | Waves                                     | Luke               | Czető Roland     |
| 2020 | Francia kiút                                | French Exit                               | Malcolm Price      | Rohonyi Barnabás |
| 2020 | Szabad szavak                               | Let Them All Talk                         | Tyler              | Baráth István    |
| 2024 | Shirley Chisholm: Versenyben a Fehér Házért | Shirley                                   | Robert Gottlieb    |                  |

### Televízió
| Év   | Magyar cím | Eredeti cím                    | Szerep        | Megjegyzések |
| ---- | ---------- | ------------------------------ | ------------- | ------------ |
| 2015 |            | The Slap                       | Ritchie       | 8 epizód     |
| 2020 |            | Home Movie: The Princess Bride | Westley       | 1 epizód     |
| 2021 | A tétel    | The Premise                    | Jesse Wheeler | 1 epizód     |